# Nabil Ayouch

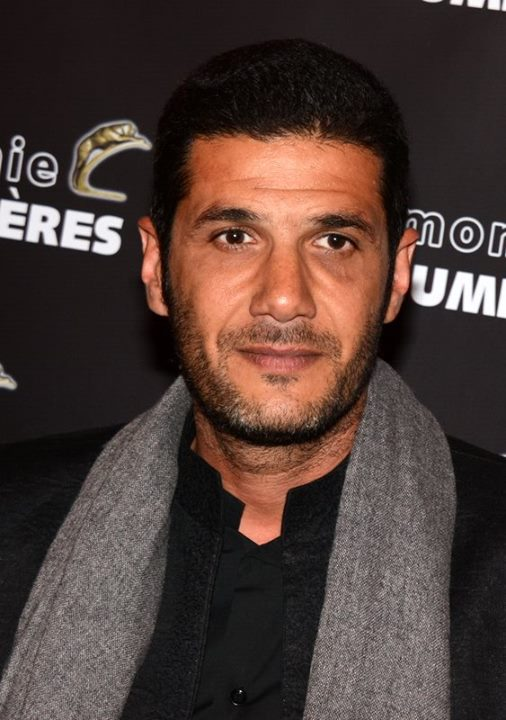
Nabil Ayouch (2014)

Nabil Ayouch (* 1. April 1969 in Paris) ist ein französisch-marokkanischer Regisseur.

## Leben und Werk
Ayouchs Mutter ist Französin tunesisch-jüdischer Herkunft, sein Vater muslimischer Marokkaner. Sein Bruder ist der Regisseur Hicham Ayouch.
Nach diversen Theater- und Regiekursen arbeitete Ayouch als Regieassistent, realisierte Werbespots und drehte schließlich die ersten preisgekrönten Kurzfilme, darunter Les Pierres bleues du désert mit Jamel Debbouze. 1997 führt er Regie in seinem ersten Langspielfilm Mektoub, der zum Kassenschlager in Marokko avancierte und das Land bei der Oscar-Verleihung 1998 vertreten sollte.
Sein zweiter Spielfilm aus dem Jahr 2000 – Ali Zaoua, Prinz der Straße – wurde ebenfalls mehrfach prämiert und als Vertreter Marokkos für die Oscar-Verleihung ausgewählt.
Im Jahr 2012 lief sein Film Les Chevaux de Dieu (Die Pferde Gottes) bei den Filmfestspielen in Cannes in der Reihe Un Certain Regard und wurde dort ausgezeichnet.
2017 wurde er in die Academy of Motion Picture Arts and Sciences (AMPAS) aufgenommen, die jährlich die Oscars vergibt.
2021 wurde Ayouch für seinen Musicalfilm Haut et fort erstmals in den Wettbewerb um die Goldene Palme des Filmfestivals von Cannes eingeladen.
Im Februar 2025 wurde Ayouch Jurymitglied bei der 75th Berlinale.

## Filmografie (Auswahl)
- 1990: Les Pierres bleues du désert
- 1990: Hertzienne Connexion
- 1991: Vendeur de silence
- 1999: Mektoub
- 2000: Ali Zaoua, Prinz der Straße (Ali Zaoua prince de la rue)
- 2003: Zwielicht in Tanger (Une minute de soleil en moins)
- 2008: Whatever Lola Wants
- 2011: My Land
- 2012: Les Chevaux de dieu
- 2015: Much Loved (Zine li fik)
- 2017: Razzia
- 2021: Haut et fort
- 2024: Everybody Loves Touda